# Гаврилівка (Бериславський район)
Гаври́лівка — село в  Україні, у Новоолександрівській сільській громаді Бериславського району Херсонської області. Адміністративний центр Гаврилівської сільської ради. Населення становить 1509 осіб.

## Географія
Село розташоване за 34 км від районного центру та за 70 км від залізничної станції Тік на лінії Нікополь-Апостолове. На північно-східній околиці села балка Скотовата впадає у Дніпро (Каховське водосховище).

## Історія
Поблизу села було виявлено залишки поселення, кургани та безкурганний могильник доби бронзи, рештки скіфо-сарматського городища та могильник. Було досліджено ранньослов'янське поселення та могильник черняхівської культури ІІ—VI століття, а також поховання кочівників X-XII століття. Було також знайдено кілька половецьких кам'яних баб.
Саме село було засноване 1780 року як маєток російського поета Гаврила Державіна і назване на його честь. У другій чверті XIX століття село придбав барон Фрідріх Фальц-Фейн, а 1896 року воно перейшло у спадок 32-річному Олександру Фальц-Фейну та його дружині Ганні. Тут був збудований родинний палац Фальц-Фейна з дендропарком. 1906 року повсталі селяни розгромили маєток.
У січні 1918 року у селі розпочалась радянська окупація.
У Другій світовій війні участь брали 138 жителів, з них 54 — загинуло, 83 було нагороджено орденами та медалями. На честь загиблих воїнів у селі було встановлено пам'ятник. У 1950—1951 роках в процесі обміну з Польщею територіями сюди були переселені мешканці села Смільник чисельністю 105 дворів.
У радянські роки в селі була розташована центральна садиба колгоспу «Шлях до комунізму», за яким було закріплено 3300 га сільськогосподарських угідь, у тому числі 2800 га орної землі, 70 га садів та виноградників. Колгосп спеціалізувався на виробництві зернових культур та м'ясо-молочної продукції. За досягнення 23 працівника були нагороджені урядовими нагородами, з яких орден Леніна отримали голова колгоспу, заслужений агроном України В. О. Мальт та доярка Г. М. Бібкович.

### Російсько-Українська війна(2014-2022)
13 грудня 2014 року у селі невідомі завалили пам'ятник Леніну.

### Російське Вторгнення в Україну(2022)
24 лютого 2022 року село було окуповане російськими військами, що розпочинали вторгнення на Херсонщину.
11 листопада село було звільнено Збройними силами України.
Після звільнення Збройними силами України село перебуває під постійним вогнем російської армії.
6 лютого 2023 року окупанти обстріляли село
23 квітня, у Провідну неділю російські війська зі сторони Лівого берега Херсонської області обстріляли кладовище у селі, попередньо, мирні люди не постраждали.

## Населення
У 1972 році в селі мешкало 1923 особи.
Згідно з переписом УРСР 1989 року чисельність наявного населення села становила 1566 осіб, з яких 741 чоловік та 825 жінок.
За переписом населення України 2001 року в селі мешкало 1509 осіб.

### Мова
Розподіл населення за рідною мовою за даними перепису 2001 року:
| Мова            | Кількість | Відсоток |
| --------------- | --------- | -------- |
| українська      | 1449      | 96.02%   |
| російська       | 56        | 3.71%    |
| білоруська      | 3         | 0.20%    |
| інші/не вказали | 1         | 0.07%    |
| Усього          | 1509      | 100%     |

## Господарство
У школі працюють Гаврилівське професійно-технічне училище, Гаврилівська загальноосвітня школа, дитячий садок, будинок культури на 350 місць, 2 бібліотеки, дільнична лікарня на 35 ліжок. Село має власний водопровід.
На північній околиці села, за Гаврилівською затокою Каховського водосховища, розташований Гаврилівський заповідник. Заповідник складається з руїни палацу Фальц-Фейнів, залишків дендропарку та місця древньогрецького поселення.

## Відомі люди
У селі народились:
- Артеменко Іван Іванович — археолог, член-кореспондент АН УРСР.
- Борзаківський Микола Дмитрович (нар. 1952) — заслужений природоохоронець України, учасник ліквідації аварії на ЧАЕС.
- Сливканич Марія Якимівна — доярка колгоспу «Шлях до комунізму», депутат Верховної Ради УРСР 9-го скликання.
- Фальц-Фейн Едуард — підприємець, меценат.
- Яцимірська-Кронтовська Марія — мікробіолог.

У совєтські часи в селі мешкали 2 матері-героїні — Г. М. Задерій та Г. М. Сливканич, а також відомий літератор Василь Діденко.